# ريم منصور
ريم منصور (ولد في 20 ديسمبر 1993) هي لاعبة نبالة مصرية. شاركت في منافسات النبالة في الألعاب الأولمبية الصيفية 2016 التي أقيمت في ريو دي جانيرو.

## روابط خارجية
- ريم منصور على موقع الاتحاد الدولي للرماية بالسهام (الإنجليزية)
- ريم منصور على موقع اللجنة الأولمبية الدولية (الإنجليزية)
- ريم منصور على موقع أوليمبيديا (الإنجليزية)